# 憾満ヶ淵

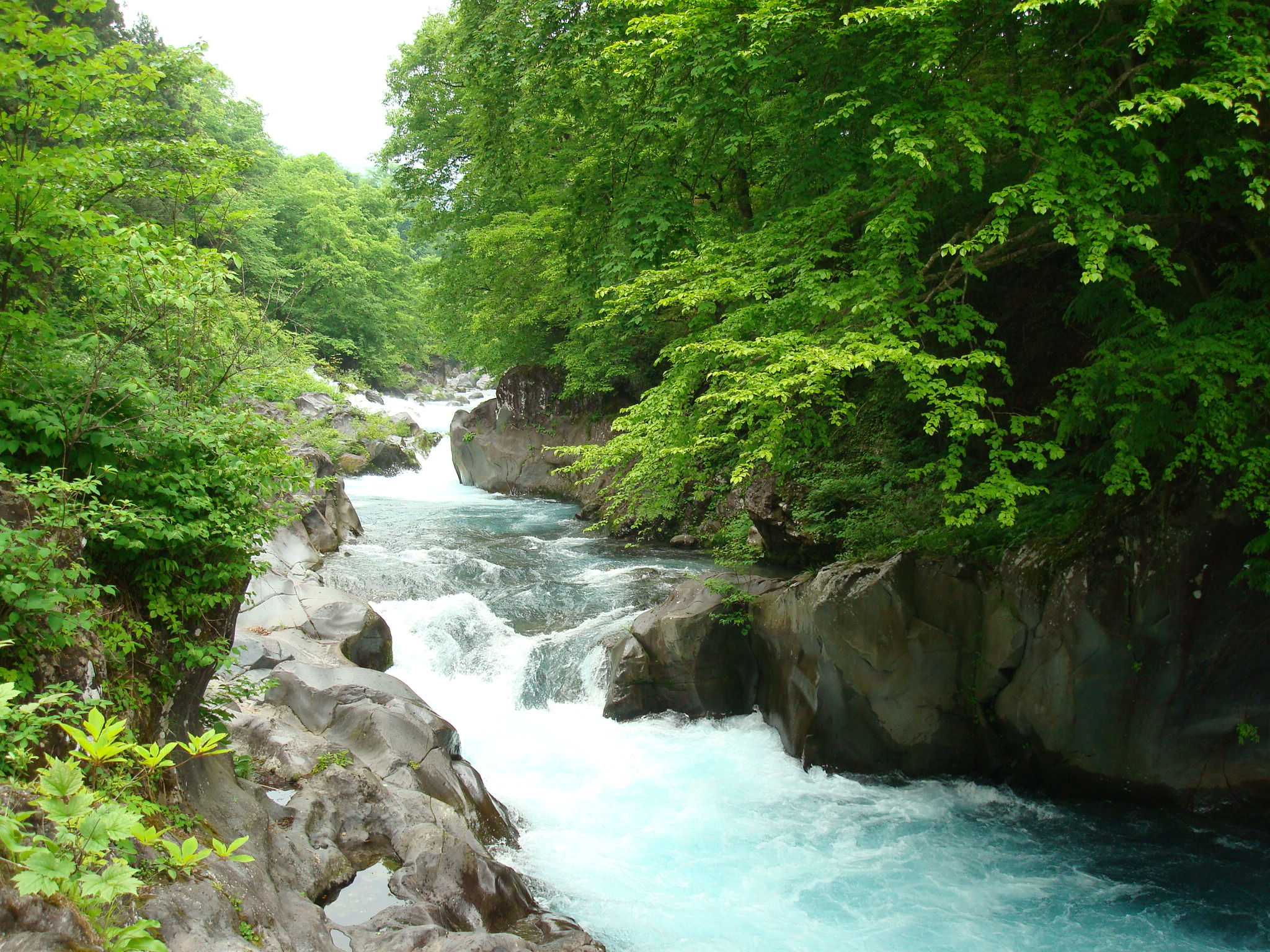
憾満ヶ淵

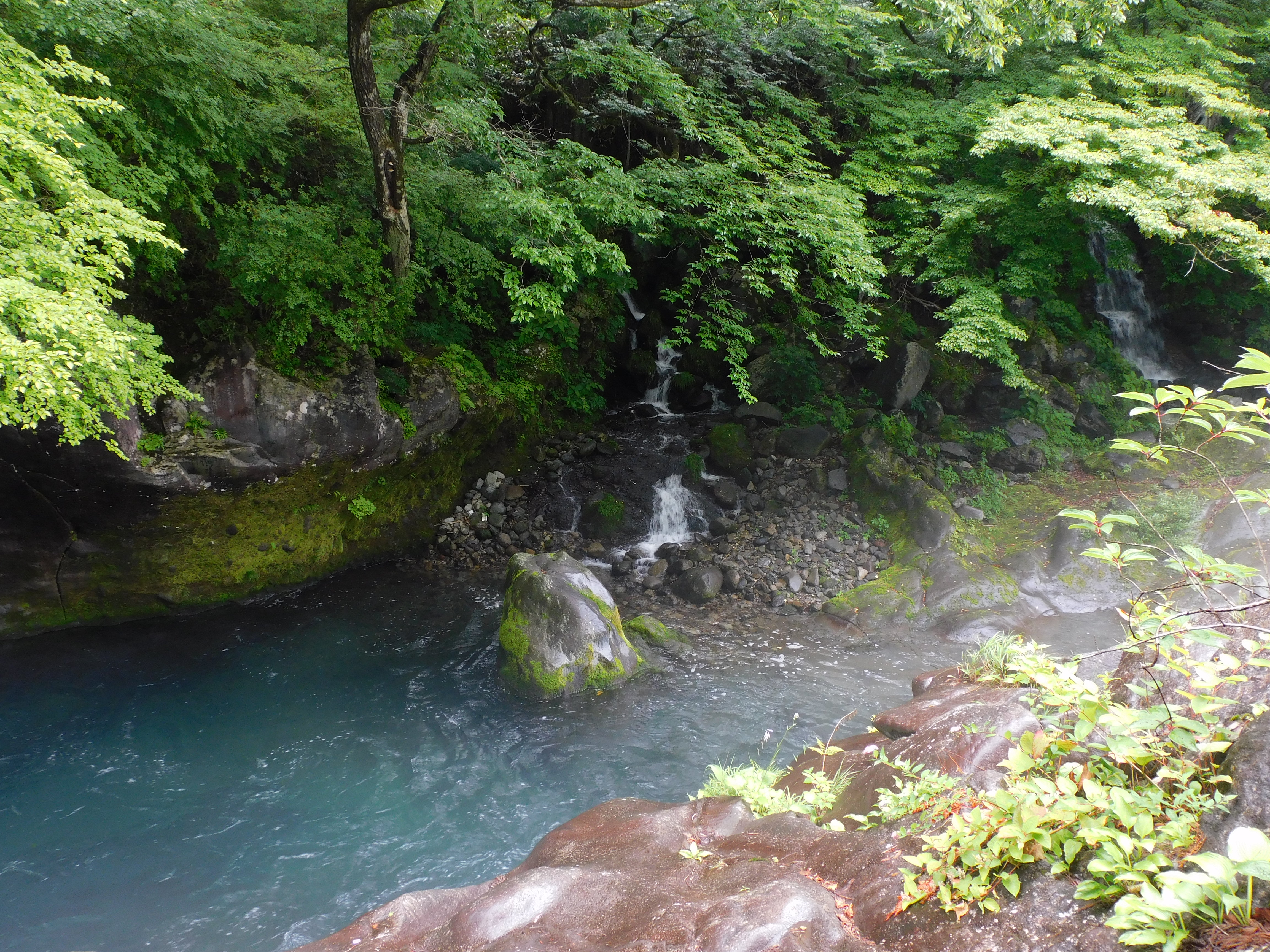
憾満ヶ淵

憾満ヶ淵（かんまんがふち）または含満ヶ淵（がんまんがふち）は、栃木県日光市にある小さな渓谷。慈雲寺境内と化地蔵のある大谷川沿いの一帯を指す。

## 概説
所在地は日光市匠町および日光市日光。対岸側は日光植物園であり、「日光植物園の裏手」と表現されることがある。
男体山由来の溶岩が大谷川の水流で削り出されて形作られた地形である。大谷川の急流が川床の巨石（安山岩）にぶつかり、黒い岩と白い水しぶきの対照的な自然美を眺めることができる。日光市の歴史を伝える史跡の1つではあるが、なじみの薄い場所と捉える栃木県民は少なくない。
史跡探勝路「もうひとつの日光」の経路上にある。もうひとつの日光は日光総合会館前を出発し、浄光寺を経由して憾満ヶ淵に寄り、寂光滝を経由して日光奉行所跡に至る、約8 km・徒歩3時間のコースである。浄光寺から憾満ヶ淵までの間は住宅地であるが、史跡探勝路の一部であることから、道中には随所に憾満ヶ淵への案内板がある。

### 名称
憾満ヶ淵を流れる水の音が、不動明王の真言（咒文〔じゅもん〕）を唱えているかのように聞こえることから、真言の終わりの語句「カンマン」を取って命名した。憾満および含満は当て字である。含満という漢字表記から「がんまんがふち」と呼ばれることが多いが、名前の由来に立ち返れば、「かんまんがふち」の方が正確である。

### 歴史

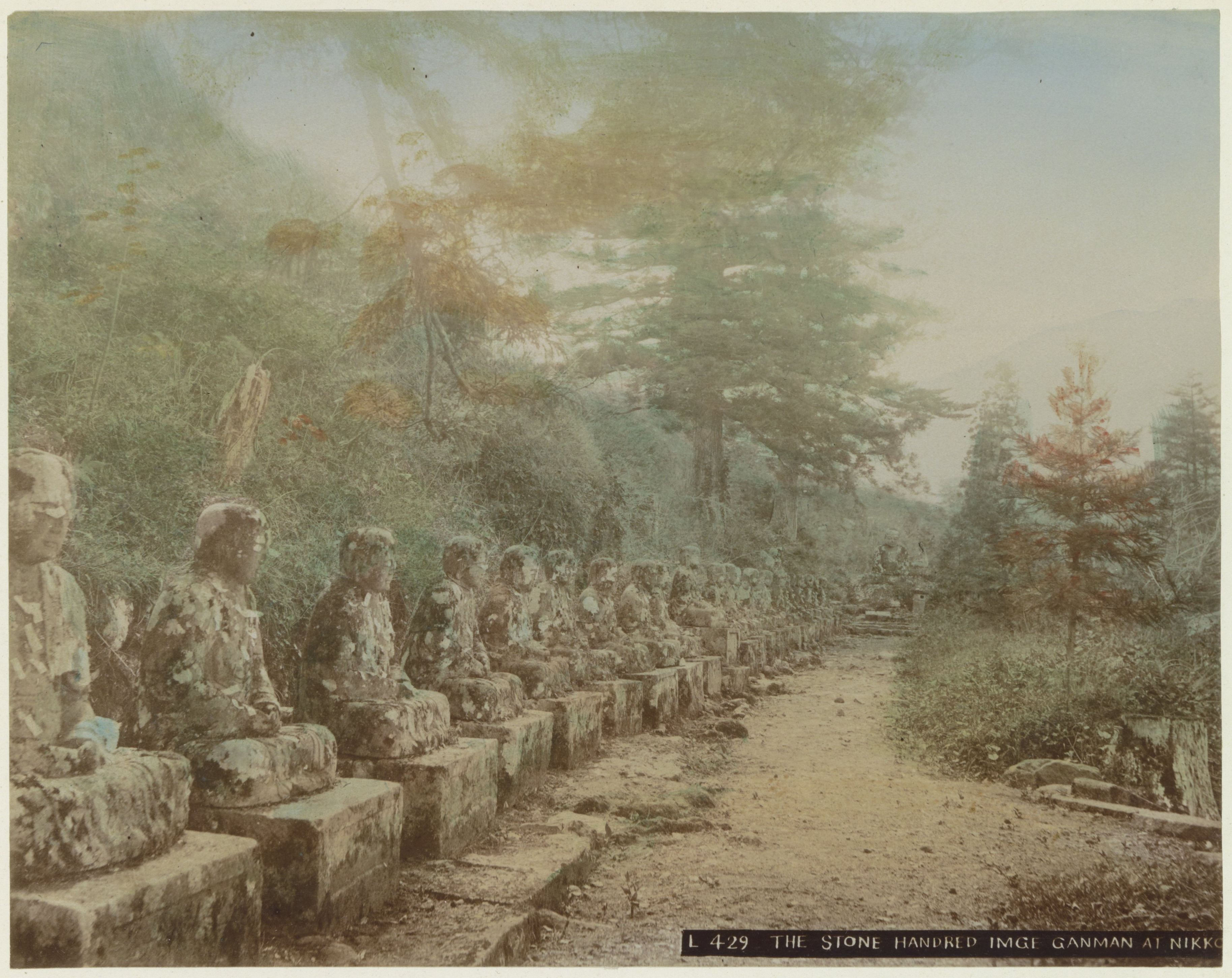
洪水で流出する前の化地蔵

憾満ヶ淵は古くから不動明王の現れる霊地であったとされる。天海（慈眼大師）の高弟である晃海（こうかい）僧正が承応3年（1654年）に開いた場所である。晃海は憾満ヶ淵に慈雲寺や霊庇閣（れいひかく）、高さ2メートルの不動明王の石像などを建てて整備したので、参拝や行楽に多くの人が訪れた。その中には、「おくのほそ道」の旅の道中で立ち寄った松尾芭蕉の姿もあった。1902年（明治35年）、大洪水が発生し、慈雲寺本堂、霊庇閣、化地蔵の一部が押し流された。慈雲寺本堂と霊庇閣は、1970年代に再建された。
1986年、とちぎの景勝百選の40番目に「含満ヶ渕（憾満ヶ渕）」として選ばれた。2014年、おくのほそ道の風景地の1つ「ガンマンガ淵（慈雲寺境内）」として日本国の名勝に指定された。

### 催事
2000年代から2010年代にかけて、憾満街区公園や化地蔵を会場として、約3,500本のろうそくに火を灯すイベント「日光キャンドルページェント」が2月に開催されていた。2012年は、東日本大震災以来、日光に客足が戻っていないことを知ったCANDLE JUNEがプロデュースを担当した。2018年は「化け地蔵ライトアップ」として4月に開催し、慈雲寺の開帳と御朱印の頒布も行われた。
2021年に放映されたテレビアニメ『プラオレ!〜PRIDE OF ORANGE〜』では、4話のエンドカードに化地蔵が登場した。翌2022年には、このエンドカードがはがきサイズのカードになり、市内で配布された。

### 交通
最寄りのバス停は、史跡探勝路「もうひとつの日光」の起点である「総合会館前」で、そこから徒歩15分 - 20分ほどかかる。
2022年4月27日に、東武バス日光の運行する「日光グリーンスローモビリティ」が設定され、「憾満ヶ淵・化け地蔵」停留所が設けられた。

## 名所旧跡
神橋から大谷川に沿って上流方向に進み、含満橋（含満大谷橋）を越えてしばらく進むと駐車場が現れる。駐車場からさらに上流方向に、含満児童公園（日光市含満街区公園）と含満ストーンパークがあり、園内の道を抜けると慈雲寺に到達する。ストーンパーク一帯は、ヤマブキやサクラが春に咲く花の名所である。駐車場から伸びる歩道は化地蔵で行き止まりとなり、この間の往復は徒歩20分程度である。

### 慈雲寺

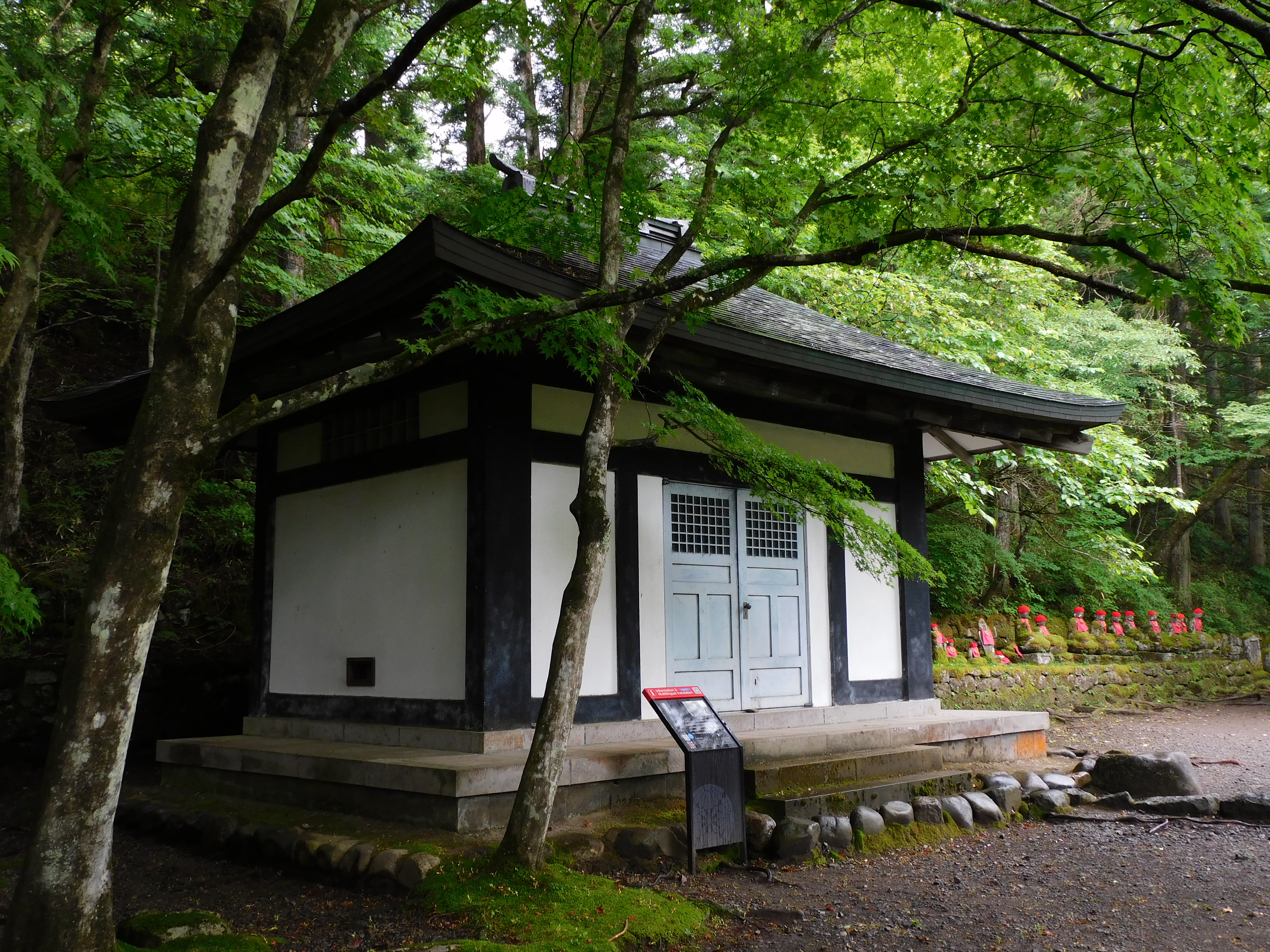
慈雲寺本堂

晃海が承応3年（1654年）に建立した仏教寺院。輪王寺の1院で、輪王寺は毎年7月14日に盂蘭盆会の法要を慈雲寺で営む。
現存する白壁の本堂は1973年に再建されたもので、創建当時の建物は1902年（明治35年）の洪水で流失した。お堂では阿弥陀如来と天海を祀る。
山門の手前には、田母沢御用邸付近を散策中に大正天皇が詠んだ短歌「衣手も しぶきにぬれて 大谷川 月夜涼しく 岸づたひせり」を刻んだ御製歌碑がある。秋になると境内では紅葉が見られるが、奥日光よりも紅葉時期が遅いため、奥日光の紅葉渋滞に巻き込まれることなく観賞できる。

### 霊庇閣

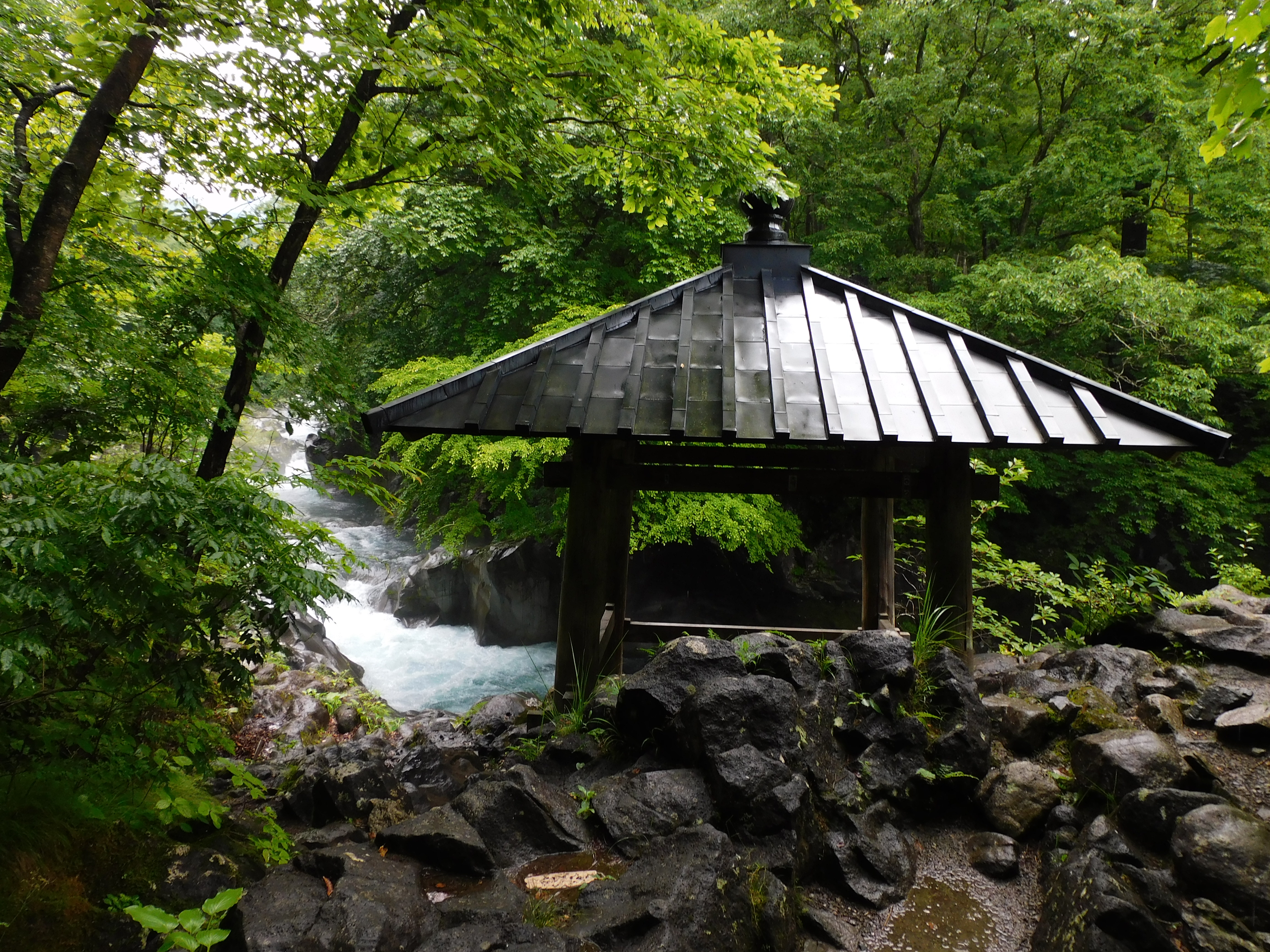
霊庇閣

慈雲寺本堂から上流に進むと、霊庇閣がある。霊庇閣は憾満ヶ淵を見下ろす位置にあり、対岸の巨岩の上にあった不動明王の石像に向かって護摩供養を行うための護摩壇であった。霊庇閣も慈雲寺本堂と同様に1902年（明治35年）の洪水で流失したため、1971年に再建された。急流の多い憾満ヶ淵の中で、霊庇閣の前だけは水流が緩やかになる。
霊庇閣の対岸には、「カンマン」の梵字が刻まれた岩がある。晃海が、山順（さんじゅん）僧正（日光山修学院学頭・養源院住職）の筆による「カンマン」の梵字を岩に刻ませたものであるが、晃海の発音が空海に似ているからか、「弘法大師が筆を投げて、岩に梵字を掘り付けた」という伝説を生み、「弘法の投筆（なげふで）」と呼ばれている。梵字かつ石への線刻が浅いため、一般の人には分かりづらい。

### 化地蔵

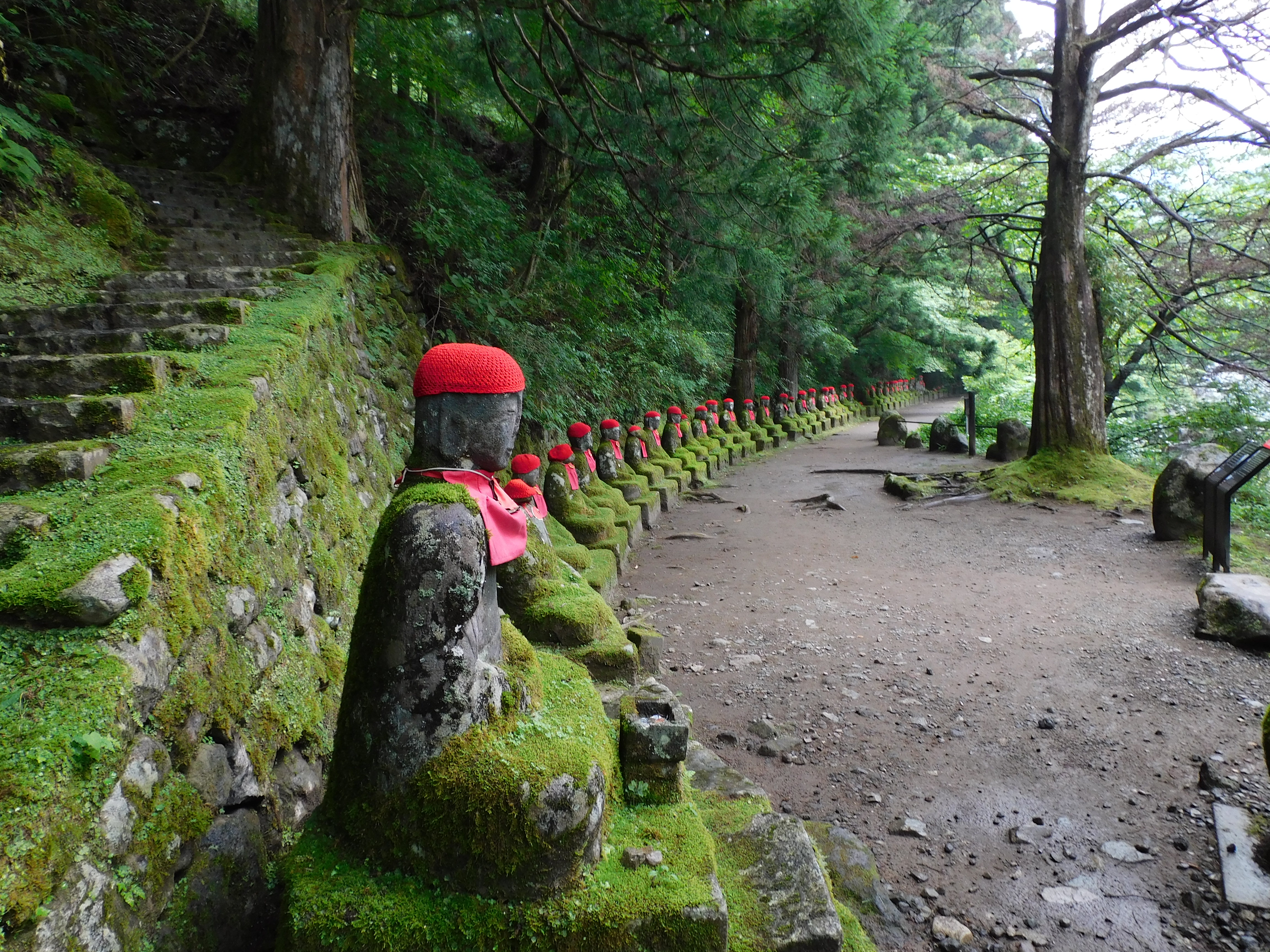
化地蔵

霊庇閣から上流方向に進むと、薄暗い木立の中に数多くの地蔵が一列に並んでおり、化地蔵（ばけじぞう）、並地蔵（ならびじぞう）、百地蔵（ひゃくじぞう）、百体地蔵（ひゃくたいじぞう）などと呼ばれている。このうち化地蔵は、同じような地蔵が何体も並んでいるので、何度数えても数が合わないことに由来するという説と、仏教用語の抜苦与楽の抜苦が変化して「化」になったとする説がある。
化地蔵は天海の弟子たちが日光山の歴代の僧侶の菩提を弔うために作ったものである。すべて座像で、川の方を向いている。苔に覆われ、赤いよだれかけをしているのは共通するが、首の向きは地蔵によって下を向いていたり、正面を向いていたり、首をかしげていたりとさまざまである。また、時代の経過により顔の線刻は薄くなっている。往時は100体程度あったとされるが、1902年（明治35年）の洪水で一部を流され、現存する地蔵は70体程度である。流された地蔵には、化地蔵の先頭に並んでいた親地蔵も含まれる。親地蔵は頭部のみ川床で発見され、市内の浄光寺に「御首」として安置されている。